# 特洛伊·科特蘇爾
特洛伊·麥可·科特蘇爾（英語：Troy Michael Kotsur，1968年7月24日—），美國演員、導演與製片人，他憑著《樂動心旋律》的弗蘭克·羅西（Frank Rossi）一角獲得多項提名，其中抱走包括奧斯卡最佳男配角、英國電影學院獎最佳男配角、美国演员工会奖最佳男配角和評論家選擇電影獎最佳男配角等獎項，使他成為首位入圍並奪得前述獎項的失聰男演員。

## 早年生活與教育
科特蘇爾在1968年7月24日出生於亞利桑那州的梅薩，父親倫納德（Leonard）是一位警長，母親則名叫茱迪（Jodee），有兩位哥哥，分別為布萊恩（Brian）和凱文（Kevin），兩人在9個月大的時候發現其完全失聰，因此開始學習美國手語以方便溝通。科特蘇爾長大後在父母的鼓勵下積極參與體育運動，並與附近有聽障的孩子交朋友。他中學時期就讀於西木高中，在此期間其戲劇老師鼓勵他登上成年綜藝節目。科特蘇爾隨後參演一個啞劇小品，獲得大致好評，他也因此決定未來循戲劇演員方面發展。
高中畢業後，科特蘇爾前往KTSP-TV（現今福斯電視台集團旗下的KSAZ-TV）實習，雖然一直渴望執導電影，但他在任職編輯助理的實習期間卻感覺與其他人完全合不來。其接受《亞利桑那共和報》訪問時回憶道：「當我意識到我生活在一個不使用我的語言的世界，並被迫接受這現實之後，我的導演夢便破滅了」。科特蘇爾隨後在1987年至1989年就讀於高立德大學，修讀戲劇、電影和電視節目。

## 生涯
當收到國家聾人劇場的演出工作邀請後，科特蘇爾毅然決定離開高立德大學，與NTD一起巡演，並出演兩部戲劇。他在1994年開始參演和執導了多部聾人西部劇場的作品，其中包括《欲望号街车》的史丹利（Stanley）、《人鼠之間》的雷尼（Lennie）和《歐菲莉亞》的王子。2001年，科特蘇爾和擁有正常聽力的演員萊爾·卡努斯（Lyle Kanouse）一起參與聾人西部劇場的音樂劑《大河》，共同出演哈克貝利·費恩的父親帕普（Pap）一角，並由科特蘇爾使用手語、卡努斯說話與歌唱。《大河》的公演大獲成功，隨後更得以在洛杉磯的馬可泰帕劇場和紐約的美國航空劇院重演。除此之外，科特蘇爾也隨其妻狄恩妮·布雷一起在電視劇《慧眼女特工》擔任常駐角色。
2012年，科特蘇爾主演了由聾人西部劇場和噴泉劇場聯手製作，並根據西哈諾·德·貝傑拉克改編的戲劇《大鼻子情聖》，該劇在同年4月首次公演。在此之後，他又執導了在2013年於赫特蘭電影節首映的電影《普通英雄：聾子英雄》。除此之外，科特蘇爾也預定參演一部全由失聰演員組成的體育電影《槍響前的瞬間》（Flash Before the Bang）。
科特蘇爾在2021年的電影《樂動心旋律》飾演弗蘭克·羅西（Frank Rossi），一位膝下有一位聽力正常的女兒的失聰父親，該作導演夏安·海德看到其在《動物園》和 《小城風光》的表演後便決定將他選進演員陣容內。全國公共廣播電台的曼達莉特·岱·巴科形容科特蘇爾在《樂動心旋律》中的表演「令觀眾和評論家都為之驚嘆」，他也如評價所料獲得多項提名，並抱走包括英國電影學院獎最佳男配角、美国演员工会奖最佳男配角和哥譚獨立電影獎傑出配角獎等獎項，使其成為首位入圍並奪得前述獎項的失聰男演員。奧斯卡金像獎方面，科特蘇爾亦成為首位獲提名和奪得最佳男配角的失聰男性，也是繼該片同僚瑪麗·麥特琳于1986年凭《失宠于上帝的孩子们》封之後第二位入圍的失聰演員。

## 作品

### 電影
| 年份 | 標題                                | 角色                        | 備註       |
| ---- | ----------------------------------- | --------------------------- | ---------- |
| 2007 | 《靈異23》                          | 巴納比（Barnaby）           |            |
| 2008 | 《共同手勢》                        | 克里斯（Chris）             |            |
| 2009 | 《看得見的聲音》                    | 自己                        | 紀錄片     |
| 2013 | 《普通英雄：聾子英雄》              | 麥特（Matt）                | 同時為導演 |
| 2016 | 《野草原玫瑰》（Wild Prairie Rose） | 詹姆斯·漢森（James Hansen） |            |
| 2021 | 《樂動心旋律》                      | 弗蘭克·羅西（Frank Rossi）  |            |

### 電視節目
| 年份      | 標題                  | 角色                                      | 參演集數 |
| --------- | --------------------- | ----------------------------------------- | -------- |
| 2001      | 《白衣雙嬌》          | 拉爾斯（Lars）                            | 1集      |
| 2002–2005 | 《慧眼女特工》        | 特洛伊·邁爾斯（Troy Myers）               | 5集      |
| 2003      | 《醫生》              | 特洛伊（Troy）                            | 1集      |
| 2006      | 《CSI犯罪現場：紐約》 | 丹尼斯·米徹姆（Dennis Mitchum）           | 1集      |
| 2007      | 《实习医生成长记》    | 法蘭西斯先生（Mr. Frances）               | 1集      |
| 2012      | 《犯罪心理》          | 約翰·邁爾斯（John Myers）                 | 1集      |
| 2019      | 《曼達洛人》          | 塔斯肯襲擊者偵察兵（Tusken Raider Scout） | 1集      |

### 戲劇
| 年份       | 標題                                    | 角色                                | 註解                                                                          | 來源   |
| ---------- | --------------------------------------- | ----------------------------------- | ----------------------------------------------------------------------------- | ------ |
| 1989       | 《在房間某處裡》（In a Room Somewhere） |                                     |                                                                               | [ 14 ] |
| 1991–1992  | 《金銀島》                              |                                     | 隨國家聾人劇場巡迴出演                                                        | [ 14 ] |
| 1992–1993  | 《歐菲莉亞》                            | 王子                                | 隨國家聾人劇場巡迴出演                                                        | [ 14 ] |
| 1993       | 《25美分》（25 Cents）                  | 哈利（Harry）                       | 紐約聾人劇場出品                                                              | [ 15 ] |
| 1994       | 《人鼠之間》                            | 雷尼（Lennie）                      | 聾人西部劇場出品                                                              | [ 6 ]  |
| 2000       | 《欲望号街车》                          | 史丹利（Stanley）                   | 聾人西部劇場出品                                                              | [ 6 ]  |
| 2001、2002 | 《大河》                                | 帕普·芬恩/公爵（Pap Finn/The Duke） | 聾人西部劇場出品；與萊爾·卡努斯（Lyle Kanouse）共同出演帕普一角               | [ 7 ]  |
| 2003       | 《大河》                                | 帕普·芬恩/公爵（Pap Finn/The Duke） | 百老匯版重演；聾人西部劇場與迥旋處劇場公司出品；與萊爾·卡努斯共同出演帕普一角 | [ 16 ] |
| 2012       | 《大鼻子情聖》                          | 西拉諾                              | 聾人西部劇場和噴泉劇場出品                                                    | [ 14 ] |
| 2014       | 《春醒》                                | 成年人（Adult Men）                 | 聾人西部劇場出品                                                              | [ 17 ] |
| 2017       | 《動物園》                              | 彼得（Peter）                       | 聾人西部劇場出品                                                              | [ 18 ] |
| 2017       | 《小城風光》                            | 西蒙·斯蒂姆森（Simon Stimson）      | 聾人西部劇場出品                                                              | [ 19 ] |

## 獲得獎項與提名
| 年份 | 獎項             | 類別           | 作品           | 結果 | 來源   |
| ---- | ---------------- | -------------- | -------------- | ---- | ------ |
| 2012 | 歡呼獎           | 最佳戲劇男主角 | 《大鼻子情聖》 | 提名 | [ 14 ] |
| 2021 | 奧斯卡金像獎     | 最佳男配角奖   | 《樂動心旋律》 | 獲獎 | [ 11 ] |
| 2021 | 英國電影學院獎   | 最佳男配角     | 《樂動心旋律》 | 獲獎 | [ 20 ] |
| 2021 | 評論家選擇電影獎 | 最佳男配角     | 《樂動心旋律》 | 獲獎 | [ 21 ] |
| 2021 | 金球獎           | 最佳電影男配角 | 《樂動心旋律》 | 提名 | [ 22 ] |
| 2021 | 哥譚獨立電影獎   | 傑出配角獎     | 《樂動心旋律》 | 獲獎 | [ 23 ] |
| 2021 | 獨立精神獎       | 最佳男配角     | 《樂動心旋律》 | 獲獎 | [ 24 ] |
| 2021 | 美國演員工會獎   | 最佳男配角     | 《樂動心旋律》 | 獲獎 | [ 25 ] |
| 2021 | 美國演員工會獎   | 最佳整體演出   | 《樂動心旋律》 | 獲獎 | [ 25 ] |

## 外部連結
- 特洛伊·科特蘇爾在互联网电影资料库（IMDb）上的資料（英文）